# Черняховск
Черняховск (на руски: Черняховск; до 1946 г. – Инстербург) е град в Русия, административен център на Черняховски район, Калининградска област. Населението на града през 2011 година е 35 888 души.